# Al-Bar'ah
L'Al-Bar'ah est une tradition de danse et musique bédouines des chaînes montagneuses du Dhofar au sud d'Oman.

## Présentation
Une danse guerrière est exécutée en demi-cercle par dix à trente hommes et femmes. Elle se déroule à l’extérieur, à l’occasion des mariages, des circoncisions et des fêtes religieuses. De la poésie chantée dans le dialecte des tribus locales est accompagnée au son des tambours al-kasir, al-rahmâni et ad-daff, ainsi que de la flûte al-qassaba. Chaque tribu a sa propre forme d’Al-Bar'ah avec des rythmes de percussions et des pas de danse caractéristiques.
« Al-Bar'ah, musique et danse des vallées du Dhofar d'Oman » a été inscrit en 2010 par l'UNESCO sur 
la liste représentative du patrimoine culturel immatériel de l’humanité.